# Fria Universitetet i Norden
Fria Universitetet Norden, FUN, är ett enskilt oberoende alternativmedicinskt utbildningssäte som inte omfattas av den svenska högskolelagen. Ingen av dess utbildningar är studiemedelsberättigad. FUN utbildar Addiktologer som bland annat motsvarar: beroendeterapeuter, 12-stegsbehandlare, kunskap om beroendesjukdomen utifrån ett holistiskt perspektiv. I dagsläget finns ca 1000 utbildade addiktologer i Sverige och Norge, och utbildningen är etablerad som en godkänd beroendeterapeututbildning/12-stegsbehandlare inom socialtjänsten. 
En kort period i början på 90-talet i samarbete med Mitthögskolan fanns två berättigade 20-poängskurser. En stor grupp av studenterna var fd missbrukare utan gymnasiekompetens och då högskolan inte lyckades få dispens från högskolelagen för examination av dem, så fortsatte inte samarbetet. I solidaritet med den gruppen studenter så återgick de kurserna inom ramarna för FUN. Universitet startades 1989 av en grupp runt Torbjörn Fjellström  och drivs sedan 2013 av enskilde huvudmannen, Samverkangruppen A & L AB.

## Utbildning
Fria Universitetet Norden bedriver både grundläggande och högre utbildning som anses tillämpliga för alla typer av beroende. Deras missbrukspreventiva utbildningar bygger till stor del på tolvstegsrörelsen och har ett holistiskt perspektiv på människan. De syftar till att utbilda och utveckla personer inför arbete inom bland annat beroendebehandling.